# Carl Friedrich Gauss
Johann Carl Friedrich Gauß, född 30 april 1777 i Braunschweig, död 23 februari 1855 i Göttingen, var en tysk matematiker, naturvetare och uppfinnare. Han gjorde betydande bidrag inom flera vetenskapliga områden och räknas som en av de främsta matematikerna genom tiderna. Han kallas ofta Princeps Mathematicorum, "matematikernas konung" eller "matematikernas furste".

## Biografi
Carl Friedrich Gauss föddes i det nuvarande Niedersachsen i Tyskland, som den andra sonen i en fattig arbetarklassfamilj. Han döptes och konfirmerades i en kyrka nära skolan han gick i som barn. Det finns flera historier om hans tidiga snille. Enligt en blir hans gåvor mycket tydliga vid tre års ålder då han genom huvudräkning korrekt rättade ett fel hans far gjort på ett papper, medan denne räknade sina finanser.
Gauss matematiska begåvning upptäcktes tidigt och hertig Ferdinand av Braunschweig bekostade Gauss gymnasiestudier 1792–1795. Därefter fortsatte han sina studier vid universitetet i Göttingen. Redan vid denna tid gjorde han åtskilliga upptäckter, till exempel minstakvadratmetoden (1795) samt om cirkelns delning (1796), men dessa publicerades senare. År 1796 visade han att en regelbunden 17-hörning kunde konstrueras med hjälp av endast passare och linjal, och i sin doktorsavhandling 1799 gav han fyra olika bevis för algebrans fundamentalsats. Samtidigt med utarbetandet av denna avhandling var han sysselsatt med sitt arbete Disquisitiones arithmeticæ (1801). Gauss brukade kalla matematiken för "vetenskapernas drottning" samt aritmetiken för "matematikens drottning". År 1807 blev han föreståndare för Göttingenobservatoriet, en befattning som han innehade till sin död.
Gauss intresserade sig för, och gjorde flera betydande upptäckter inom praktiskt taget alla matematiska områden. Han publicerade dock sina idéer i förvånansvärt liten utsträckning, troligtvis för att han var mån om att endast publicera fullständigt genomtänkta resultat och med så eleganta bevis som möjligt. Det är klart att han till exempel hade flera idéer om icke-euklidisk geometri, men han publicerade dem aldrig och det blev andra matematiker som fick äran för upptäckter inom detta område. Av hans efterlämnade brev och matematiska dagbok framgår också att han haft viktiga delar av teorin för analytiska funktioner klart för sig, men inte heller detta publicerades.
Det spekuleras i att om Gauss inte ställt så höga krav på sina publikationer utan istället utgivit alla idéer likt Euler, skulle den matematiska utvecklingen ha förskjutits 50 år framåt. Efter att J. W. Cooley och J. W. Tukey 1965 hade upptäckt FFT, visade det sig att Gauss redan hade skrivit ned algoritmen 1805, det vill säga 160 år före återupptäckarna.
Gauss var också intresserad av tillämpad matematik och han var skicklig i att utföra komplicerade och långa explicita uträkningar för hand. År 1801 lyckades han till exempel beräkna banan för asteroiden Ceres som en italiensk astronom hade observerat, men sedan tappat ur sikte. Ceres återfanns igen, precis där Gauss förutsagt. I Gauss arbete Theoria motus corporum coelestium etc. (1809) utvecklar han metoden på grund av den newtonska gravitationslagen att beräkna banorna för varje vårt solsystem tillhörande himlakropp.
Flera viktiga numeriska metoder, bland annat för beräkning av integraler härstammar från Gauss. Han publicerade även resultat inom optik, bland annat för beräkning av linser.
Mellan 1821 och 1824 utförde Gauss en gradmätning mellan Göttingen och Hamburg-Altona, vilken anslöt sig till den danska gradmätningen i Schleswig-Holstein. Detta företag gav Gauss anledning såväl att konstruera nya trianguleringsinstrument för de praktiska arbetena som att utveckla nya teorier för observationernas teoretiska bearbetning. Gauss invaldes 1821 som utländsk ledamot nummer 227 av Kungliga Vetenskapsakademien.
Sedan Wilhelm Eduard Weber 1831 tillträtt sin professur i fysik i Göttingen, öppnades ett nytt fält för Gauss vetenskapliga verksamhet. Han började då även sysselsätta sig med fysik. Han gjorde kristallografiska och dioptriska undersökningar, men egentligen var det elektromagnetism och särskild jordmagnetismen, som väckte hans intresse. För att studera denna bildade han med Alexander von Humboldts tillhjälp en vetenskaplig förening, genom vilken observationer efter en bestämd plan anställdes samtidigt på en mängd skilda orter. En del för detta ändamål nödvändiga instrument, till exempel bifilarmagnetometern, konstruerades av Gauss. Det Gauss är mest känd för inom detta område är Gauss sats som är en av grundstenarna inom den av James Clerk Maxwell utvecklade elektrodynamiken.
Vid denna tid uppstod även tanken på elektricitetens användning för telegrafiskt ändamål, och under vintern 1833–34 anlade Gauss och Weber en ledning mellan astronomiska observatoriet och fysikaliska kabinettet i Göttingen, varvid de använde galvanometrar såsom signalapparater och därmed uppfann världens första telegraf. Denna uppfinning såg de inte någon större vits med så äran att uppfunnit den gled dem förbi.
I samband med Gauss fysiska studier tillsammans med Weber utvecklade de två också cgs-systemet, vilket är ett dimensions- och enhetssystem som ligger till grunden för det moderna Internationella måttenhetssystemet (SI). Skillnaden dem emellan är att cgs utgår från centimeter, gram och sekund, istället för meter, kilogram och sekund som huvudenheter.
Den sista avhandling Gauss själv publicerade var Beiträge zur Theorie der algebraischen Gleichungen, vilken utgavs 1849, då universitetet firade femtioårsdagen av hans promotion till doktor.
Gauss samlade arbeten blev efter hans död utgivna av vetenskapssocieteten i Göttingen i 9 band (1863–1907). Vidare har utgivits hans brevväxling med Heinrich Christian Schumacher (6 band, 1860–65), Alexander von Humboldt (1877), Friedrich Wilhelm Bessel (1880) och Farkas Wolfgang Bolyai (1899).

## Hedersbetygelser

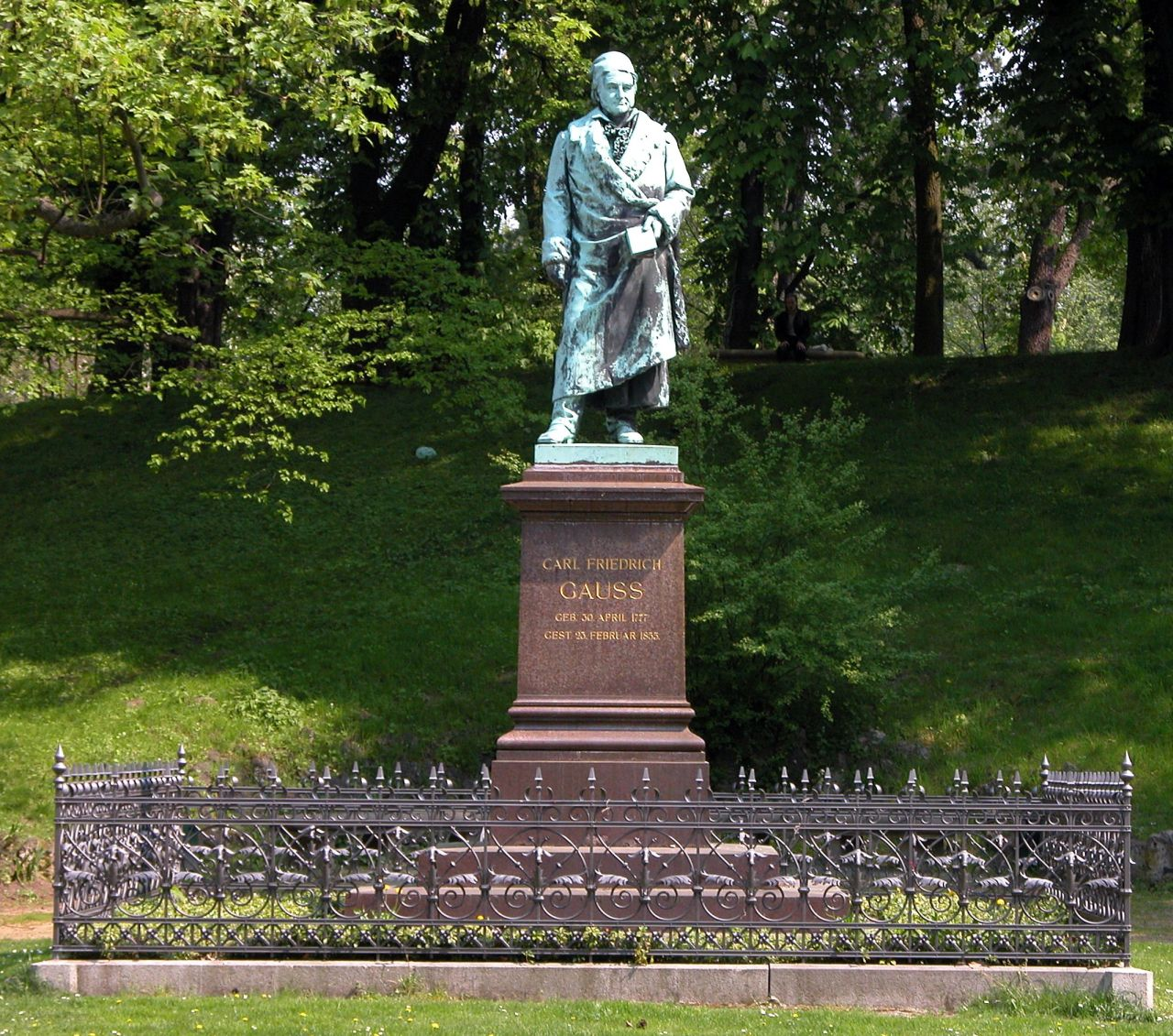
Staty i Braunschweig

- En enhet för magnetisk flödestäthet, gauss, är uppkallad efter honom.
- Statyer som avbildar Gauss finns i Braunschweig och i Göttingen.
- Gauss avbildades på Västtysklands 10 DM-sedel.
- Asteroiden 1001 Gaussia är uppkallad efter honom.[3]
- Fyra tyska forskningsfartyg uppkallades efter Gauss.
- Berget Gauss i Kaiser Wilhelm II Land i Antarktis är uppkallat efter honom.
- En krater på månen är uppkallad efter Gauss.